# Грехнев Пал
Грехнев Пал (рос. Грехнев Пал) — присілок в Коноському районі Архангельської області Російської Федерації.
Населення становить 64 особи. Входить до складу муніципального утворення Вохтомське сільське поселення.

## Історія
Від 2004 року входить до складу муніципального утворення Вохтомське сільське поселення.

## Населення
| 2002 | 2010 | 2012 |
| ---- | ---- | ---- |
| 95   | ↘68  | ↘64  |